# This Charming Man
《This Charming Man》은 영국 얼터너티브 록 밴드 스미스의 기타리스트 조니 마와 가수이자 작사가인 모리세이에 의해 쓰인 곡이다. 이곡은 1983년 10월 인디 레코드 라벨회사인 러프 트레이드에서 스미스의 두 번째 싱글로 발매되었고, 1992년 UK 차트 8위에 오르며 WEA 레코드에서 재발매되었다.